# Neolophonotus ursinus
Neolophonotus ursinus är en tvåvingeart som först beskrevs av Ignaz Rudolph Schiner 1867.  Neolophonotus ursinus ingår i släktet Neolophonotus och familjen rovflugor. Inga underarter finns listade i Catalogue of Life.